# Кушнір Роман Михайлович
Рома́н Миха́йлович Кушні́р (нар. 1 листопада 1954, село Острів, Сокальський район, нині Шептицького району, Львівської області) — український науковець, професор, доктор фізико-математичних наук, директор Інституту прикладних проблем механіки і математики імені Я. С. Підстригача. Дійсний член НАН України (від 7 березня 2018 р.: відділення математики).

## Біографія
Народився 1 листопада 1954 року в селі Острів Сокальського району (нині — Шептицького району) Львівської області. У 1976 році закінчив з відзнакою факультет автоматики Львівського політехнічного інституту за спеціальністю прикладна математика. В цьому ж році вступив до аспірантури при Львівському філіалі математичної фізики Інституту математики АН УРСР (з 1978 року — Інститут прикладних проблем механіки і математики імені Я. С. Підстригача НАН України), де під керівництвом професора Ю. М. Коляна займався дослідженням термопружного стану пластин і циліндричних оболонок одновимірної кусково-однорідної структури.
Після закінчення аспірантури у 1979 році розпочав свою працю в інституті прикладних проблем механіки і математики АН УРСР на посаді молодшого наукового співробітника відділу термомеханіки. В 1981 році захистив дисертацію на здобуття наукового ступеня кандидата фізико-математичних наук. У цьому ж році був переведений на посаду старшого наукового співробітника відділу з вивчення регіональних проблем управління науково-технічним прогресом Інституту, а також за пропозицією академіка АН України Я. С. Підстригача був призначений Президією АН України вченим секретарем Західного наукового центру АН УРСР. У 1988 році був переведений на посаду вченого секретаря інституті прикладних проблем механіки і математики АН УРСР, обов'язки якого виконував до 1990 року. Цей майже десятирічний період праці під безпосереднім керівництвом академіка АН України Ярослава Степановича Підстригача був важливим для формування у нього навичок ефективної науково-організаційної роботи та активної громадської діяльності.
З вересня 1990 року по жовтень 1996 року працював на посаді заступника директора Інституту з наукової роботи, яку залишив у зв'язку зі вступом до докторантури при інституті прикладних проблем механіки і математики імені Я. С. Підстригача НАН України. Після завершення навчання у 1999 році, Р. Кушнір до 2001 року працював спочатку старшим науковим співробітником, а потім провідним науковим співробітником відділу математичних проблем механіки неоднорідних тіл Інституту. У 1998 році обраний дійсним членом Наукового товариства імені Т. Шевченка (НТШ).
У 2000 році захистив дисертацію на тему: «Напружений стан кусково-однорідних тіл з тепловими та залишковими деформаціями і дефектами структури» на здобуття наукового ступеня доктора фізико-математичних наук за спеціальністю механіка деформівного твердого тіла.
З березня 2001 року завідувач відділу термомеханіки.
З січня 2003 року директор Інституту прикладних проблем механіки і математики імені Я. С. Підстригача НАН України.
У 2006 році йому присвоєно вчене звання професора.
У 2009 році обрано членом-кореспондентом НАН України за спеціальністю математичні проблеми механіки по Відділенню математики НАН України.
У 2014 році обрано Головою Наукового товариства імені Шевченка в Україні.
У 2015 році йому присвоєно почесне звання «Заслужений діяч науки і техніки України» (Указ Президента України № 491/2015)
У 2018 році обрано академіком НАН України за спеціальністю математичні проблеми механіки по Відділенню математики НАН України.

## Наукова діяльність
Наукова діяльність Р. М. Кушніра спрямована на вивчення термонапруженого стану структурно-неоднорідних тіл. Зокрема, він розробив метод узагальнених задач спряження для математичного моделювання, визначення і дослідження напружено-деформованого стану кусково-однорідних тіл з тепловими та залишковими деформаціями і дефектами. В його основу покладена математична постановка узагальнених задач спряження для диференціальних рівнянь теплопровідності та пружної рівноваги у переміщеннях для однорідної області, яка полягає у продовженні, з використанням узагальнених функцій, шуканих і заданих функцій на всю кусково-однорідну область з урахуванням умов контакту на поверхнях поділу. У результаті для таких кусково-однорідних областей отримуються відповідні частково-вироджені диференціальні рівняння з розривними коефіцієнтами. На цій основі ним побудовано уніфіковану математичну модель кусково-однорідного тіла з власними напруженнями (температурними і залишковими) та дефектами (тріщинами, дислокаціями або включеннями). Розроблено методи розв'язування сформульованих на основі такої моделі прямих та обернених задач механіки. Вони базуються на використанні побудованої ним фундаментальної системи розв'язків звичайних диференціальних рівнянь з розривними коефіцієнтами, які отримуються в результаті застосування до диференціальних рівнянь моделі інтегральних перетворень, або на одержаній на її основі функції Гріна. За наявності у розглядуваному кусково-однорідному тілі різнорідних включень або тріщин (моделюються, з використанням узагальнених функцій, стрибками переміщень та кутів повороту на лініях їх розташування) диференціальні рівняння моделі зводяться до систем інтегральних рівнянь, розв'язування яких здійснюється з використанням аналітично-числових методик.
Наукові дослідження Р. М. Кушніра спрямовані також на розробку нових підходів до розв'язування прямих та обернених нестаціонарних задач теплопровідності і відповідних квазістатичних задач термопружності для неоднорідних (шаруватих, термочутливих) тіл. Зокрема, спільно зі своїми співробітниками та учнями він розробив аналітично-числову методику розрахунку квазістатичних температурних напружень у термочутливих тілах за умов конвективно-променевого теплообміну з довкіллям. Ця методика ґрунтується на процедурі поетапної лінеаризації нелінійного рівняння теплопровідності та відповідних граничних умов шляхом застосування перетворення Кірхгофа і сплайн-апроксимацій та використанні модифікованого методу збурень для розв'язування диференціальних рівнянь зі змінними коефіцієнтами для даного класу задач механіки. Запропоновано новий підхід до визначення термопружного стану неоднорідних тіл канонічної форми за неповної інформації про теплове навантаження та додатково відомими переміщеннями (деформаціями) на одній із граничних поверхонь. Він полягає у зведенні відповідних некласичних задач до обернених крайових задач термопружності. Досліджено коректність та розроблено аналітично-числову методику побудови їх стійких розв'язків. Запропоновано методику розрахунку квазістатичних температурних напружень у тілах з отворами і тріщинами з урахуванням тепловіддачі, яка включає в себе числове обернення інтегрального перетворення Лапласа. Розвинуто метод функцій впливу для дослідження задач динаміки пружних систем з кусково-змінними характеристиками.

## Наукові публікації
Результати наукових досліджень Р. М. Кушніра опубліковані у понад 270 наукових працях, серед яких 3 монографії — «Пружний та пружно-пластичний граничний стан оболонок з дефектами» (2003 р.), «Термопружність термочутливих тіл» (2009 р.) та «Оптимізація та ідентифікація в термомеханіці неоднорідних тіл» (2011 р.), а також розділ виданої за кордоном колективної монографії «Heat Conduction Problems of Thermosensitive Solids under Complex Heat Exchange» (укр. «Проблеми теплопровідності термочутливих твердих тіл при складному теплообміні»; 2011 р.). За його і члена-кореспондента НАН України Я. Й. Бурака редакцією видана 5-ти томна монографія «Математичне моделювання та оптимізація в термомеханіці електропровідних неоднорідних тіл» (Львів: Сполом, 2006—2011 рр.). Головний редактор наукового збірника «Прикладні проблеми механіки і математики» (з 2011 р.) та міжнародного наукового журналу «Математичні методи та фізико-механічні поля» (з 2015 р.), який перекладається у видавництві «Springer» як складова журналу «Journal of Mathematical Sciences», а також член редколегій низки наукових журналів та збірників праць, зокрема, міжнародних журналів «Фізико-хімічна механіка матеріалів» (перекладається у видавництві «Springer» як «Materials Science») та «Acta Mechanica et Automatica» (Білостоцька Політехніка, Польща).

## Наукові нагороди та відзнаки
Академік НАН України Р. М. Кушнір у складі авторських колективів відзначений Державною премією України в галузі науки і техніки 2011 року за цикл праць «Теорія і методи розрахунку напруженого стану та міцності твердих деформівних тіл з концентраторами напружень», а також премією ім. М. О. Лаврентьєва Національної академії наук України 2013 року за цикл праць «Аналітично-чисельні методи дослідження крайових задач теплопровідності та термопружності для структурно-неоднорідних тіл».
Нагороджений відзнаками НАН України «За наукові досягнення» (2008 р.) і «За підготовку наукової зміни» (2014 р.).
За плідну наукову і науково-педагогічну роботу та активну науково-організаційну діяльність член-кореспондент НАН України Р. М. Кушнір нагороджений орденом «За заслуги» 3-го ступеня (2008 р.), Почесною грамотою Верховної Ради України (2005 р.) та Почесною грамотою Президії НАН України та ЦК профспілки працівників НАН України (2004 р.).
У серпні 2015 року йому присвоєно почесне звання «Заслужений діяч науки і техніки України». 
Премія НАН України імені М. М. Крилова (2019).
Почесний доктор Львівської політехніки (2022).

## Підготовка наукових кадрів і викладацька діяльність
Своїми знаннями й науковими здобутками професор Р. М. Кушнір щедро ділиться зі студентською і науковою молоддю. Впродовж тривалого часу він суміщає наукову роботу з викладацькою, зокрема, читає спецкурси для студентів НУ «Львівська політехніка» та ЛНУ імені Івана Франка, які під його керівництвом готують бакалаврські і магістерські роботи. Багато часу приділяє роботі з аспірантами і докторантами Інституту.
Під його керівництвом підготовлено 3 докторські та 7 кандидатських дисертацій. Він є головою спеціалізованої вченої ради при ІППММ ім. Я. С. Підстригача НАН України (з 2007 р.) по захисту докторських і кандидатських дисертацій за спеціальностями «Механіка деформівного твердого тіла» та «Математичне моделювання і обчислювальні методи».
З 2007 року працює за сумісництвом професором кафедри прикладної математики НУ «Львівська політехніка» і очолює філію цієї кафедри при Інституті, яка входить до складу створеного за його ініціативою Науково-навчального центру з правами Відділення цільової підготовки цього Університету та Західного наукового центру НАН України і МОН України.

## Наукового-організаційна та громадська діяльність
Професор Р. М. Кушнір є організатором міжнародних наукових конференцій «Сучасні проблеми механіки і математики» та «Математичні проблеми механіки неоднорідних структур», які регулярно проводяться у Львові на базі Інституту. Постійно входить до програмних комітетів низки вітчизняних та міжнародних наукових конгресів і конференцій. Зокрема, міжнародних конгресів з температурних напружень (м. Тайпей, Тайвань, 2007 р.; м. Будапешт, Угорщина, 2011 р.; м. Нанкін, Китай, 2013 р.), міжнародних конференцій з механіки руйнування матеріалів і міцності конструкцій (м. Львів, 2004, 2009 і 2014 рр.), міжнародної наукової конференції «Сучасні проблеми механіки деформівного твердого тіла, диференціальних та інтегральних рівнянь» (м. Одеса, 2013 р.). Співголова програмних комітетів міжнародної наукової конференції з обчислювальної математики та математичних проблем механіки (м. Львів, 2009 р.), міжнародних симпозіумів українських інженерів-механіків (м. Львів, 2009, 2011, 2013, 2015 рр.) та міжнародних наукових конференцій «Імпульсні процеси в механіці суцільних середовищ» (м. Миколаїв-Коблево, 2011, 2013 рр.).
Академік НАН України Р. М. Кушнір проводить значну науково-організаційну та громадську роботу як член бюро Відділення математики НАН України і член виконкому Західного наукового центру НАН України та Міносвіти і науки України.
Він член Комітету з Державних премій України у галузі науки і техніки, правління Українського товариства з механіки руйнування матеріалів, а також член Українського математичного товариства, Національного комітету України з теоретичної та прикладної механіки, наукових рад НАН України за проблемами «Загальна механіка» і «Фізико-хімічна механіка матеріалів», Німецького товариства з прикладної математики та механіки (GAMM) і Європейського товариства з цілісності конструкцій (ESIS).
З листопада 2014 року Голова Наукового товариства імені Шевченка (НТШ) в Україні, заступник голови (2005—2014 рр.), а також член Світової ради НТШ (з 2008 р.).